# Injeção intradérmica

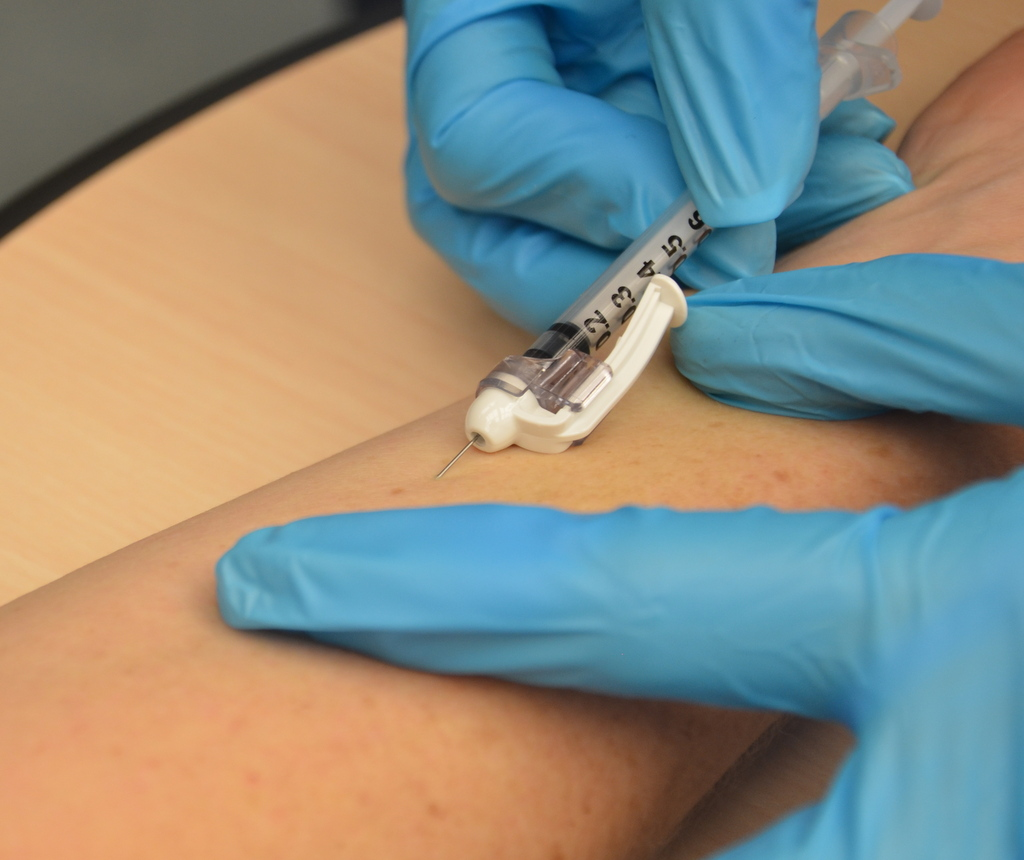
Injeção intradérmica (ID) no antebraço

Injeção intradérmica ou via intradérmica é uma via de administração de medicamentos. Os princípios ativos são administrados entre a derme e a epiderme. O tecido é pouco distensível, sendo assim o volume a ser aplicado varia de 0,1ml a 0,5 ml.
É usada para testes de sensibilidade e vacinas, como por exemplo o teste da tuberculose.